# سيدريك توني
سيدريك توني (بالإنجليزية: Sedric Toney)‏ مواليد 13 أبريل 1962 في كولومبوس، هو لاعب كرة سلة أمريكي سابق. بدأ مسيرته الاحترافية في سنة 1985. تم اختياره من قبل فريق أتلانتا هوكس خلال الدرافت. يبلغ طوله 6 قدم 2 بوصة (1.9 م). اعتزل اللعب في 1994.

## المسيرة الاحترافية
لعب مع أتلانتا هوكس في سنة 1985، ثم لعب مع فينيكس صنز في سنة 1986، ثم لعب مع نيويورك نيكس في سنة 1988، ثم لعب مع إنديانا بايسرز في سنة 1989، ثم لعب مع أتلانتا هوكس في موسم 1989–1990، ثم لعب مع سكرامنتو كينغز في سنة 1990، ثم لعب مع كليفلاند كافالييرز في موسم 1993–1994.

## روابط خارجية
- سيدريك توني على موقع إن بي أي (الإنجليزية)
- سيدريك توني على موقع سبورتس رفرنس (الإنجليزية)
- سيدريك توني على موقع كلية كرة السلة في سبورتس رفرنس.كوم (الإنجليزية)
- سيدريك توني على موقع ريلجم (الإنجليزية)
- سيدريك توني على موقع بروبوليرز (الإنجليزية)